# Wildpark Peter und Paul
Koordinaten: 47° 26′ 55″ N, 9° 23′ 15″ O; CH1903: 746970 / 257138
Der Wildpark Peter und Paul liegt auf dem Hügel Rosenberg nordöstlich von St. Gallen im Quartier Rotmonten. Er gehört zu einem wichtigen Naherholungsgebiet der Stadt. Der Wildpark beherbergt verschiedene vorwiegend einheimische Tierarten, wie Steinböcke, Gämsen, Luchse, Hirsche, Wildschweine, Murmeltiere und Wildkatzen. Der Eintritt ist frei und rund um die Uhr und das ganze Jahr möglich. Der Wildpark besitzt ein Besucherzentrum. Zum Park gehört ein Restaurant mit Terrasse. Es steht im Besitz der Ortsbürgergemeinde St. Gallen.

## Geschichte

### Anfänge
Nachdem 1890 das ehemalige Hirschgehege an der Jägerstrasse aufgegeben werden musste, erwarb die St. Galler Sektion des Schweizerischen Jäger- und Wildschutzvereins auf Initiative des Forstverwalters Martin Wild das Gelände. Ziel war, den Bewohnern der Stadt die einheimischen Wildtierarten in einer möglichst naturnahen Umgebung zeigen zu können. Am 1. Mai 1892 wurde der Wildpark mit 12 Rothirschen, acht Damhirschen, vier Rehen, fünf Gämsen, acht Murmeltieren und zwei Feldhasen eröffnet. Zwei Jahre später wurde zur Führung der Geschäfte eine eigene Trägergesellschaft konstituiert.
Die Gehege sind für einen Tierpark aus dieser Epoche aussergewöhnlich gross (bis zu mehreren Hektaren) und gelten noch heute als «mustergültig». Zur Haltung und Aufzucht von Steinwild wurden im Park zwischen 1902 und 1917 insgesamt vier künstliche Felsen durch den Zürcher Bildhauer Urs Eggenschwiler errichtet. Diese sind nach mehreren Renovierungen bis heute in Gebrauch.

### Aufzucht und Aussiedlung von Steinböcken
Grosse Bekanntheit erlangte der Park durch die erfolgreiche Aufzucht von Steinböcken. Ende des 19. Jahrhunderts war das Bündner Wappentier in der Schweiz durch übermässige Jagd ausgerottet worden. Der Versuch, die zur Aufzucht notwendigen reinrassigen Jungtiere aus dem Jagdrevier des italienischen Königs Viktor Emanuel III. zu erhalten, scheiterte zunächst. Der König weigerte sich, den St. Gallern junge Tiere aus seinem Jagdrevier am Gran Paradiso zu überlassen.
Auf Anregung von Alfred Girtaner beschlossen die Mitglieder der Wildparkkommission im Wildpark Steinböcke zu züchten. Der Hotelier Robert Mader und der Archäologe und Konservator des Naturmuseums St. Gallen, Emil Bächler, sollten dieses Unterfangen umsetzen. Man nahm Kontakte zu dem Wilderer Joseph Beyrard aus Aymavilles im Aostatal auf und konnte ihn dazu bewegen, 1906 drei Jungtiere aus dem Jagdrevier des Königs in den Wildpark zu schmuggeln. Fünf Jahre später konnten die ersten Steinböcke im Weisstannental im Gebiet der Grauen Hörner ausgesetzt werden. Weitere Kolonien erfolgten 1914 am Piz dAela und 1920 im Schweizerischen Nationalpark. Zunächst waren die Aussetzungsversuche wenig erfolgreich. Erst mit der Zeit und mit der Fortführung des Aussetzens von Tieren in verschiedenen Gebieten der Schweiz, darunter im Wallis oder im Berner Oberland, wurde dem Projekt der Erfolg beschieden. Heute ist das Steinwild in der Schweiz wieder sehr zahlreich, so dass Abschüsse nötig sind.

### Weitere Entwicklung des Parkareals
In den Jahren 1926/1927 wurde das Parkareal von 3,38 auf 4,45 Hektar vergrössert. In weiterer Folge kamen Spezialgehege für Murmeltiere, Wildschweine und Luchse hinzu.
Zwei grosse Epidemien rafften Tierbestände dahin: die Paratuberkulose 1945–1951 den gesamten Steinbockbestand und 1971–1972 die Rindertuberkulose den Rotwildbestand.
In den 1990er Jahren war der Versuch, ein Gehege für Bären anzulegen, an jahrelangen politischen und finanziellen Debatten sowie an baupolizeilichen Vorschriften gescheitert. Die Bären wären der Stadt, deren Wappentiere sie sind, geschenkt worden.
Zum 125-jährigen Jubiläum wurde der Wildpark im Jahr 2017 mit neuen Gehegen, einer aus Natursteinen errichteten Aussichtsplattform, einem Walderfahrungsspielplatz und interaktiven Stationen für Besucher ausgestattet.

## Tierzucht

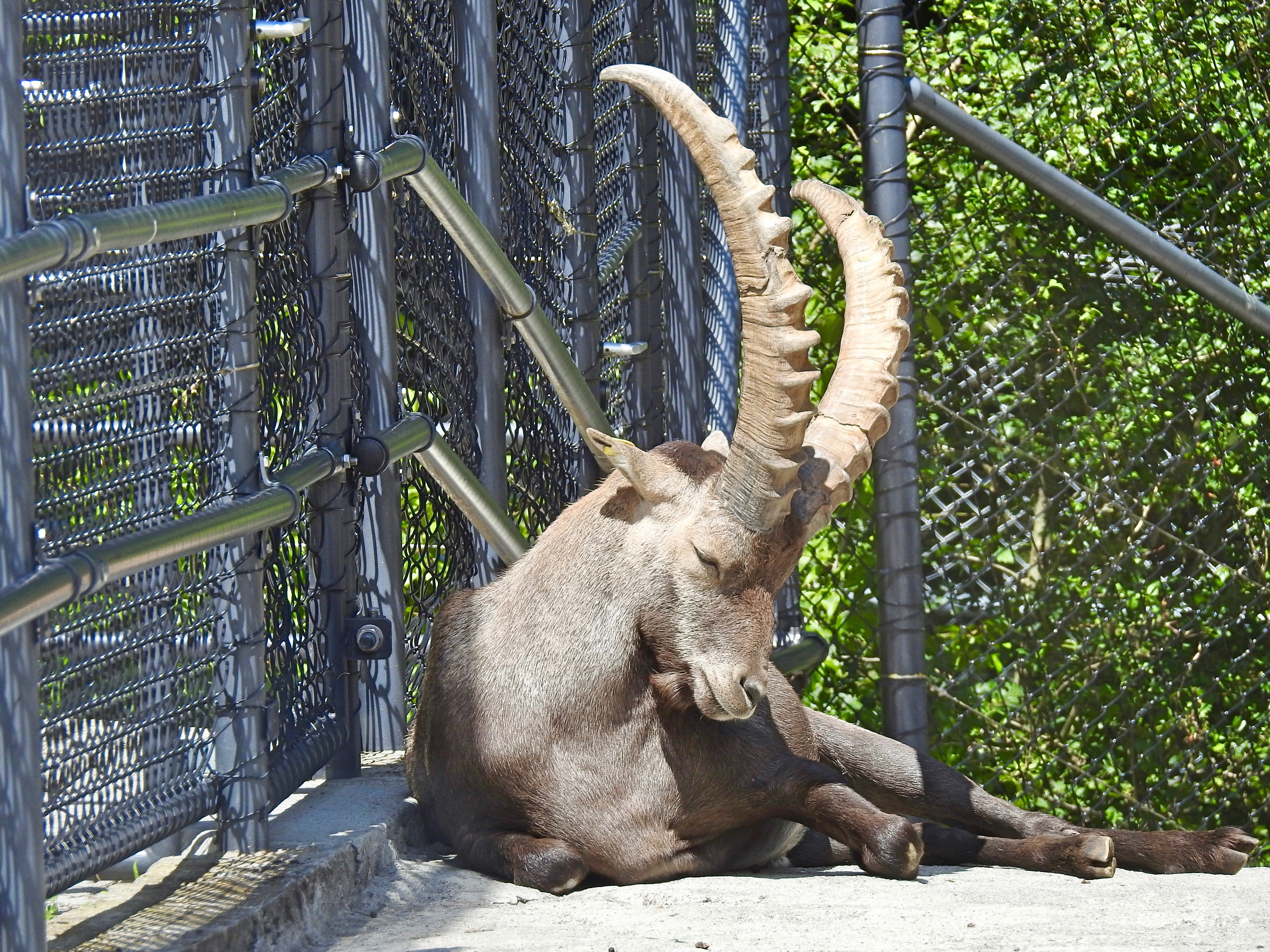
Das Gehege der Steinböcke

Folgende Tiere werden im Tierpark aufgezüchtet und teilweise im Alpengebiet ausgesetzt:
Steinwild
- Steinböcke, ältestes erfolgreiches Aussetzungsprogramm der Schweiz
- Gämsen

Rotwild
- Damhirsche
- Rothirsche
- Sikahirsche, einzige nicht-einheimische Art im Park

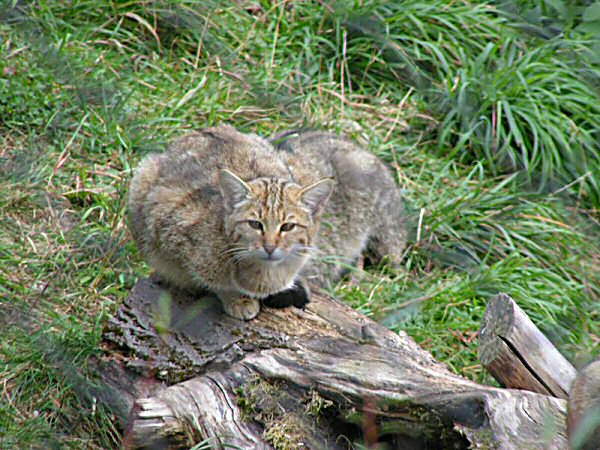
Wildkatze

Katzen
- Wildkatzen
- Luchse

Andere
- Wildschweine
- Murmeltiere